# Raúl Lozano Bonet
Raúl Lozano Bonet (Montevideo, 1 de octubre de 1958) es un militar retirado y político uruguayo perteneciente a Cabildo Abierto, que ejerció como Senador de la República en la XLIX Legislatura. Fue el ministro de Vivienda y Ordenamiento Territorial desde el 9 de mayo de 2023 hasta el 1° de marzo de 2025, luego de la renuncia de Irene Moreira.

## Biografía
Raúl Lozano Bonet nació el 1 de octubre de 1958, como hijo del Coronel Rogelio Lozano Laporte y la Maestra Directora especializada Nelly Bonet Sagardoy. Cursó sus estudios primarios en la Escuela N.° 28 "República de Panamá". Los secundarios en el Liceo N.° 3, el Colegio Pallotti, y el Liceo Militar General Artigas. En 1975 se matriculó en la Escuela Militar de Uruguay, de la cual egresó el 21 de diciembre de 1978 como Alférez del Arma de Artillería.

## Carrera militar
Durante su carrera como Oficial del Ejército prestó servicios en el Grupo de Artillería N.° 2 de Flores, el Grupo de Artillería N.°5 del Cerrito, el Grupo de Artillería N.°4 de Minas, y la Escuela de Inteligencia.
Entre 1992 y 1993 se desempeñó como observador militar en la misión de Camboya bajo el mandato de la Organización de las Naciones Unidas, donde permaneció varios días secuestrado por los Jemeres rojos. En 1995 se desempeñó en la misma calidad en Angola, mientras que en 2007, formó parte de la misión presente en Costa de Marfil.
En 1999 con el rango de Teniente Coronel, sirvió como ayudante del Comandante de la División de Ejército I —que abarca los departamentos de Montevideo y Canelones—, hasta 2001 cuando asumió como jefe del Grupo de Artillería N° 2 y Secretario Ejecutivo del Sistema Departamental de Emergencias. En 2004 ascendió al grado de Coronel y fue designado Jefe del Departamento II del Estado Mayor del Ejército.
Entre 2008 y 2010 sirvió como Jefe de División de la Dirección de Nacional de Inteligencia de Estado (DINACIE) en el Ministerio de Defensa Nacional, y entre 2011 y 2013 como director general del Servicio de Material y Armamento; y como Inspector del Arma de Artillería en el Comando General del Ejército. En 2015 fue designado como asesor de la Unión de Naciones Suramericanas (UNASUR) en las negociaciones de paz entre las Fuerzas Armadas Revolucionarias de Colombia (FARC) y el Gobierno colombiano.

## Carrera política
En 2018 fue un miembro fundador del Movimiento Social Artiguista y del partido Cabildo Abierto, del cual es el vicepresidente. Estrecho colaborador de Guido Manini Ríos, integró la lista al Senado por su partido para las elecciones generales de 2019; siendo electo senador suplente para la XLIX Legislatura. Cuando la senadora titular Irene Moreira fue nombrada para integrar el gabinete de Luis Lacalle Pou, Lozano asumió el escaño, el 3 de marzo de 2020.
Tras una crisis en el gabinete gubernamental, el 9 de mayo de 2023 Lozano asume como Ministro de Vivienda y Ordenamiento Territorial, en tanto que Irene Moreira retorna a su escaño en el Senado.
El 3 de abril de 2024 asume como presidente de Cabildo Abierto.